# Urocoras munieri
Urocoras munieri là một loài nhện trong họ Agelenidae.
Loài này thuộc chi Urocoras. Urocoras munieri được Eugène Simon miêu tả năm 1880.